# (6445) Bellmore
(6445) Bellmore (1990 FS1) – planetoida z grupy pasa głównego asteroid okrążająca Słońce w ciągu 4,26 lat w średniej odległości 2,63 j.a. Odkryta 23 marca 1990 roku.